# Grand Ronde
Grand Ronde é uma Região censo-designada localizada no estado norte-americano de Oregon, no Condado de Polk.

## Demografia
Segundo o censo norte-americano de 2000, a sua população era de 271 habitantes.

## Geografia
De acordo com o United States Census Bureau tem uma área de
1,7 km², dos quais 1,7 km² cobertos por terra e 0,0 km² cobertos por água. Grand Ronde localiza-se a aproximadamente 105 m acima do nível do mar.

## Localidades na vizinhança
O diagrama seguinte representa as localidades num raio de 28 km ao redor de Grand Ronde.